# Caryothraustes
Caryothraustes är ett fågelsläkte i familjen kardinaler inom ordningen tättingar. Släktet omfattar traditionellt endast två arter som förekommer från södra Mexiko till Brasilien:
- Svartmaskad kardinal (C. poliogaster)
- Gröngul kardinal (C. canadensis)

Arterna rödhalsad kardinal (Periporphyrus celaeno) och guyanakardinal (P. erythromelas) är nära släkt och inkluderas därför ofta i Caryothraustes.